# Pohlia subcarnea
Pohlia subcarnea är en bladmossart som beskrevs av Iishiba 1929. Pohlia subcarnea ingår i släktet nickmossor, och familjen Bryaceae. Inga underarter finns listade i Catalogue of Life.